# رمو پیانا
رمو پیانا (ایتالیایی: Remo Piana; ۶ سپتامبر ۱۹۰۸ – ۷ آوریل ۱۹۴۳) بازیکن بسکتبال اهل ایتالیا بود. وی در بازی‌های المپیک تابستانی ۱۹۳۶ شرکت کرده‌است.